# John King (Soldat)

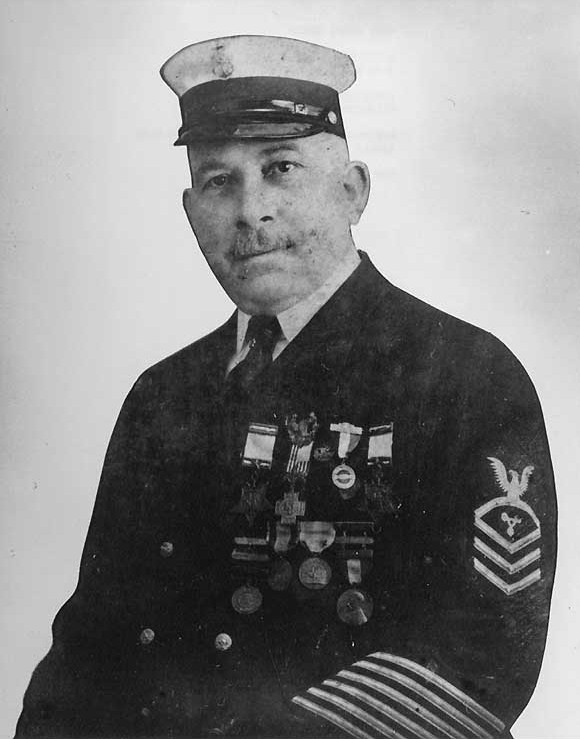
John King (ca. 1918)

John King (geboren am 7. Februar 1865 in Currabee, Irland; gestorben am 20. Mai 1938) war ein Soldat der US Navy. In seiner Dienstzeit wurde er zweimal mit der Medal of Honor ausgezeichnet.

## Leben
John King wurde 1865 in Currabee, einem Dorf in der Nähe des irischen Ballinrobe geboren. Nachdem er in seiner Heimat mit dem Gesetz in Konflikt geraten war, entschloss er sich, in die USA umzusiedeln. Dort trat er 1893 in die US Navy ein und wurde als Kohlentrimmer eingesetzt. Hier nahm er unter anderem am Philippinisch-Amerikanischen Krieg und am Spanisch-Amerikanischen Krieg teil.
Am 29. Mai 1901 wurde er zum ersten Mal mit der Medal of Honor ausgezeichnet, da er bei einer Kesselexplosion auf der USS Vicksburg eine weit über seine Pflichterfüllung herausgehende Tapferkeit gezeigt hatte, um weiteren Schaden von Mannschaft und Schiff abzuwenden. Am 19. Oktober 1909 erhielt er seine zweite Medal of Honor, da er bei einer Kesselexplosion auf der USS Salem am 13. September 1909 erneut herausragende Tapferkeit gezeigt hatte. Unter den Trägern der Medal of Honor gehört er damit zu den derzeit 19 doppelt Ausgezeichneten.
1916 wurde er ehrenhaft aus der US Navy entlassen, jedoch nach dem Kriegseintritt der USA in den Ersten Weltkrieg wieder einberufen. Er diente noch bis zum August 1919 in der Gegend um New York und trat dann endgültig in den Ruhestand ein.
Am 20. Mai 1938 starb John King und wurde in Hot Springs, Arkansas beerdigt.

## Ehrungen
- Medal of Honor (1901)
- Medal of Honor (1909)
- Ein Schiff der Charles-F.-Adams-Klasse, die John King, wurde nach ihm benannt.